# 1555
Portal Geschichte | Portal Biografien | Aktuelle Ereignisse | Jahreskalender | Tagesartikel

◄ |
15. Jahrhundert |
16. Jahrhundert
| 17. Jahrhundert | ►

◄ |
1520er |
1530er |
1540er |
1550er
| 1560er | 1570er | 1580er | ►

◄◄ |
◄ |
1551 |
1552 |
1553 |
1554 |
1555
| 1556 | 1557 | 1558 | 1559 | ► | ►►
Staatsoberhäupter  · Nekrolog   · Musikjahr
| Januar | Januar | Januar | Januar | Januar | Januar | Januar | Januar |
| Kw     | Mo     | Di     | Mi     | Do     | Fr     | Sa     | So     |
| 1      |        | 1      | 2      | 3      | 4      | 5      | 6      |
| 2      | 7      | 8      | 9      | 10     | 11     | 12     | 13     |
| 3      | 14     | 15     | 16     | 17     | 18     | 19     | 20     |
| 4      | 21     | 22     | 23     | 24     | 25     | 26     | 27     |
| 5      | 28     | 29     | 30     | 31     |        |        |        |
| ------ | ------ | ------ | ------ | ------ | ------ | ------ | ------ |

| Februar | Februar | Februar | Februar | Februar | Februar | Februar | Februar |
| Kw      | Mo      | Di      | Mi      | Do      | Fr      | Sa      | So      |
| 5       |         |         |         |         | 1       | 2       | 3       |
| 6       | 4       | 5       | 6       | 7       | 8       | 9       | 10      |
| 7       | 11      | 12      | 13      | 14      | 15      | 16      | 17      |
| 8       | 18      | 19      | 20      | 21      | 22      | 23      | 24      |
| 9       | 25      | 26      | 27      | 28      |         |         |         |
| ------- | ------- | ------- | ------- | ------- | ------- | ------- | ------- |

| März | März | März | März | März | März | März | März |
| Kw   | Mo   | Di   | Mi   | Do   | Fr   | Sa   | So   |
| 9    |      |      |      |      | 1    | 2    | 3    |
| 10   | 4    | 5    | 6    | 7    | 8    | 9    | 10   |
| 11   | 11   | 12   | 13   | 14   | 15   | 16   | 17   |
| 12   | 18   | 19   | 20   | 21   | 22   | 23   | 24   |
| 13   | 25   | 26   | 27   | 28   | 29   | 30   | 31   |
| ---- | ---- | ---- | ---- | ---- | ---- | ---- | ---- |

| April | April | April | April | April | April | April | April |
| Kw    | Mo    | Di    | Mi    | Do    | Fr    | Sa    | So    |
| 14    | 1     | 2     | 3     | 4     | 5     | 6     | 7     |
| 15    | 8     | 9     | 10    | 11    | 12    | 13    | 14    |
| 16    | 15    | 16    | 17    | 18    | 19    | 20    | 21    |
| 17    | 22    | 23    | 24    | 25    | 26    | 27    | 28    |
| 18    | 29    | 30    |       |       |       |       |       |
| ----- | ----- | ----- | ----- | ----- | ----- | ----- | ----- |

| Mai | Mai | Mai | Mai | Mai | Mai | Mai | Mai |
| Kw  | Mo  | Di  | Mi  | Do  | Fr  | Sa  | So  |
| 18  |     |     | 1   | 2   | 3   | 4   | 5   |
| 19  | 6   | 7   | 8   | 9   | 10  | 11  | 12  |
| 20  | 13  | 14  | 15  | 16  | 17  | 18  | 19  |
| 21  | 20  | 21  | 22  | 23  | 24  | 25  | 26  |
| 22  | 27  | 28  | 29  | 30  | 31  |     |     |
| --- | --- | --- | --- | --- | --- | --- | --- |

| Juni | Juni | Juni | Juni | Juni | Juni | Juni | Juni |
| Kw   | Mo   | Di   | Mi   | Do   | Fr   | Sa   | So   |
| 22   |      |      |      |      |      | 1    | 2    |
| 23   | 3    | 4    | 5    | 6    | 7    | 8    | 9    |
| 24   | 10   | 11   | 12   | 13   | 14   | 15   | 16   |
| 25   | 17   | 18   | 19   | 20   | 21   | 22   | 23   |
| 26   | 24   | 25   | 26   | 27   | 28   | 29   | 30   |
| ---- | ---- | ---- | ---- | ---- | ---- | ---- | ---- |

| Juli | Juli | Juli | Juli | Juli | Juli | Juli | Juli |
| Kw   | Mo   | Di   | Mi   | Do   | Fr   | Sa   | So   |
| 27   | 1    | 2    | 3    | 4    | 5    | 6    | 7    |
| 28   | 8    | 9    | 10   | 11   | 12   | 13   | 14   |
| 29   | 15   | 16   | 17   | 18   | 19   | 20   | 21   |
| 30   | 22   | 23   | 24   | 25   | 26   | 27   | 28   |
| 31   | 29   | 30   | 31   |      |      |      |      |
| ---- | ---- | ---- | ---- | ---- | ---- | ---- | ---- |

| August | August | August | August | August | August | August | August |
| Kw     | Mo     | Di     | Mi     | Do     | Fr     | Sa     | So     |
| 31     |        |        |        | 1      | 2      | 3      | 4      |
| 32     | 5      | 6      | 7      | 8      | 9      | 10     | 11     |
| 33     | 12     | 13     | 14     | 15     | 16     | 17     | 18     |
| 34     | 19     | 20     | 21     | 22     | 23     | 24     | 25     |
| 35     | 26     | 27     | 28     | 29     | 30     | 31     |        |
| ------ | ------ | ------ | ------ | ------ | ------ | ------ | ------ |

| September | September | September | September | September | September | September | September |
| Kw        | Mo        | Di        | Mi        | Do        | Fr        | Sa        | So        |
| 35        |           |           |           |           |           |           | 1         |
| 36        | 2         | 3         | 4         | 5         | 6         | 7         | 8         |
| 37        | 9         | 10        | 11        | 12        | 13        | 14        | 15        |
| 38        | 16        | 17        | 18        | 19        | 20        | 21        | 22        |
| 39        | 23        | 24        | 25        | 26        | 27        | 28        | 29        |
| 40        | 30        |           |           |           |           |           |           |
| --------- | --------- | --------- | --------- | --------- | --------- | --------- | --------- |

| Oktober | Oktober | Oktober | Oktober | Oktober | Oktober | Oktober | Oktober |
| Kw      | Mo      | Di      | Mi      | Do      | Fr      | Sa      | So      |
| 40      |         | 1       | 2       | 3       | 4       | 5       | 6       |
| 41      | 7       | 8       | 9       | 10      | 11      | 12      | 13      |
| 42      | 14      | 15      | 16      | 17      | 18      | 19      | 20      |
| 43      | 21      | 22      | 23      | 24      | 25      | 26      | 27      |
| 44      | 28      | 29      | 30      | 31      |         |         |         |
| ------- | ------- | ------- | ------- | ------- | ------- | ------- | ------- |

| November | November | November | November | November | November | November | November |
| Kw       | Mo       | Di       | Mi       | Do       | Fr       | Sa       | So       |
| 44       |          |          |          |          | 1        | 2        | 3        |
| 45       | 4        | 5        | 6        | 7        | 8        | 9        | 10       |
| 46       | 11       | 12       | 13       | 14       | 15       | 16       | 17       |
| 47       | 18       | 19       | 20       | 21       | 22       | 23       | 24       |
| 48       | 25       | 26       | 27       | 28       | 29       | 30       |          |
| -------- | -------- | -------- | -------- | -------- | -------- | -------- | -------- |

| Dezember | Dezember | Dezember | Dezember | Dezember | Dezember | Dezember | Dezember |
| Kw       | Mo       | Di       | Mi       | Do       | Fr       | Sa       | So       |
| 48       |          |          |          |          |          |          | 1        |
| 49       | 2        | 3        | 4        | 5        | 6        | 7        | 8        |
| 50       | 9        | 10       | 11       | 12       | 13       | 14       | 15       |
| 51       | 16       | 17       | 18       | 19       | 20       | 21       | 22       |
| 52       | 23       | 24       | 25       | 26       | 27       | 28       | 29       |
| 1        | 30       | 31       |          |          |          |          |          |
| -------- | -------- | -------- | -------- | -------- | -------- | -------- | -------- |

| Januar | Januar | Januar | Januar | Januar | Januar | Januar | Januar |
| Kw     | Mo     | Di     | Mi     | Do     | Fr     | Sa     | So     |
| 1      |        | 1      | 2      | 3      | 4      | 5      | 6      |
| 2      | 7      | 8      | 9      | 10     | 11     | 12     | 13     |
| 3      | 14     | 15     | 16     | 17     | 18     | 19     | 20     |
| 4      | 21     | 22     | 23     | 24     | 25     | 26     | 27     |
| 5      | 28     | 29     | 30     | 31     |        |        |        |
| ------ | ------ | ------ | ------ | ------ | ------ | ------ | ------ |

| Februar | Februar | Februar | Februar | Februar | Februar | Februar | Februar |
| Kw      | Mo      | Di      | Mi      | Do      | Fr      | Sa      | So      |
| 5       |         |         |         |         | 1       | 2       | 3       |
| 6       | 4       | 5       | 6       | 7       | 8       | 9       | 10      |
| 7       | 11      | 12      | 13      | 14      | 15      | 16      | 17      |
| 8       | 18      | 19      | 20      | 21      | 22      | 23      | 24      |
| 9       | 25      | 26      | 27      | 28      |         |         |         |
| ------- | ------- | ------- | ------- | ------- | ------- | ------- | ------- |

| März | März | März | März | März | März | März | März |
| Kw   | Mo   | Di   | Mi   | Do   | Fr   | Sa   | So   |
| 9    |      |      |      |      | 1    | 2    | 3    |
| 10   | 4    | 5    | 6    | 7    | 8    | 9    | 10   |
| 11   | 11   | 12   | 13   | 14   | 15   | 16   | 17   |
| 12   | 18   | 19   | 20   | 21   | 22   | 23   | 24   |
| 13   | 25   | 26   | 27   | 28   | 29   | 30   | 31   |
| ---- | ---- | ---- | ---- | ---- | ---- | ---- | ---- |

| April | April | April | April | April | April | April | April |
| Kw    | Mo    | Di    | Mi    | Do    | Fr    | Sa    | So    |
| 14    | 1     | 2     | 3     | 4     | 5     | 6     | 7     |
| 15    | 8     | 9     | 10    | 11    | 12    | 13    | 14    |
| 16    | 15    | 16    | 17    | 18    | 19    | 20    | 21    |
| 17    | 22    | 23    | 24    | 25    | 26    | 27    | 28    |
| 18    | 29    | 30    |       |       |       |       |       |
| ----- | ----- | ----- | ----- | ----- | ----- | ----- | ----- |

| Mai | Mai | Mai | Mai | Mai | Mai | Mai | Mai |
| Kw  | Mo  | Di  | Mi  | Do  | Fr  | Sa  | So  |
| 18  |     |     | 1   | 2   | 3   | 4   | 5   |
| 19  | 6   | 7   | 8   | 9   | 10  | 11  | 12  |
| 20  | 13  | 14  | 15  | 16  | 17  | 18  | 19  |
| 21  | 20  | 21  | 22  | 23  | 24  | 25  | 26  |
| 22  | 27  | 28  | 29  | 30  | 31  |     |     |
| --- | --- | --- | --- | --- | --- | --- | --- |

| Juni | Juni | Juni | Juni | Juni | Juni | Juni | Juni |
| Kw   | Mo   | Di   | Mi   | Do   | Fr   | Sa   | So   |
| 22   |      |      |      |      |      | 1    | 2    |
| 23   | 3    | 4    | 5    | 6    | 7    | 8    | 9    |
| 24   | 10   | 11   | 12   | 13   | 14   | 15   | 16   |
| 25   | 17   | 18   | 19   | 20   | 21   | 22   | 23   |
| 26   | 24   | 25   | 26   | 27   | 28   | 29   | 30   |
| ---- | ---- | ---- | ---- | ---- | ---- | ---- | ---- |

| Juli | Juli | Juli | Juli | Juli | Juli | Juli | Juli |
| Kw   | Mo   | Di   | Mi   | Do   | Fr   | Sa   | So   |
| 27   | 1    | 2    | 3    | 4    | 5    | 6    | 7    |
| 28   | 8    | 9    | 10   | 11   | 12   | 13   | 14   |
| 29   | 15   | 16   | 17   | 18   | 19   | 20   | 21   |
| 30   | 22   | 23   | 24   | 25   | 26   | 27   | 28   |
| 31   | 29   | 30   | 31   |      |      |      |      |
| ---- | ---- | ---- | ---- | ---- | ---- | ---- | ---- |

| August | August | August | August | August | August | August | August |
| Kw     | Mo     | Di     | Mi     | Do     | Fr     | Sa     | So     |
| 31     |        |        |        | 1      | 2      | 3      | 4      |
| 32     | 5      | 6      | 7      | 8      | 9      | 10     | 11     |
| 33     | 12     | 13     | 14     | 15     | 16     | 17     | 18     |
| 34     | 19     | 20     | 21     | 22     | 23     | 24     | 25     |
| 35     | 26     | 27     | 28     | 29     | 30     | 31     |        |
| ------ | ------ | ------ | ------ | ------ | ------ | ------ | ------ |

| September | September | September | September | September | September | September | September |
| Kw        | Mo        | Di        | Mi        | Do        | Fr        | Sa        | So        |
| 35        |           |           |           |           |           |           | 1         |
| 36        | 2         | 3         | 4         | 5         | 6         | 7         | 8         |
| 37        | 9         | 10        | 11        | 12        | 13        | 14        | 15        |
| 38        | 16        | 17        | 18        | 19        | 20        | 21        | 22        |
| 39        | 23        | 24        | 25        | 26        | 27        | 28        | 29        |
| 40        | 30        |           |           |           |           |           |           |
| --------- | --------- | --------- | --------- | --------- | --------- | --------- | --------- |

| Oktober | Oktober | Oktober | Oktober | Oktober | Oktober | Oktober | Oktober |
| Kw      | Mo      | Di      | Mi      | Do      | Fr      | Sa      | So      |
| 40      |         | 1       | 2       | 3       | 4       | 5       | 6       |
| 41      | 7       | 8       | 9       | 10      | 11      | 12      | 13      |
| 42      | 14      | 15      | 16      | 17      | 18      | 19      | 20      |
| 43      | 21      | 22      | 23      | 24      | 25      | 26      | 27      |
| 44      | 28      | 29      | 30      | 31      |         |         |         |
| ------- | ------- | ------- | ------- | ------- | ------- | ------- | ------- |

| November | November | November | November | November | November | November | November |
| Kw       | Mo       | Di       | Mi       | Do       | Fr       | Sa       | So       |
| 44       |          |          |          |          | 1        | 2        | 3        |
| 45       | 4        | 5        | 6        | 7        | 8        | 9        | 10       |
| 46       | 11       | 12       | 13       | 14       | 15       | 16       | 17       |
| 47       | 18       | 19       | 20       | 21       | 22       | 23       | 24       |
| 48       | 25       | 26       | 27       | 28       | 29       | 30       |          |
| -------- | -------- | -------- | -------- | -------- | -------- | -------- | -------- |

| Dezember | Dezember | Dezember | Dezember | Dezember | Dezember | Dezember | Dezember |
| Kw       | Mo       | Di       | Mi       | Do       | Fr       | Sa       | So       |
| 48       |          |          |          |          |          |          | 1        |
| 49       | 2        | 3        | 4        | 5        | 6        | 7        | 8        |
| 50       | 9        | 10       | 11       | 12       | 13       | 14       | 15       |
| 51       | 16       | 17       | 18       | 19       | 20       | 21       | 22       |
| 52       | 23       | 24       | 25       | 26       | 27       | 28       | 29       |
| 1        | 30       | 31       |          |          |          |          |          |
| -------- | -------- | -------- | -------- | -------- | -------- | -------- | -------- |

## Ereignisse

### Politik und Weltgeschehen

#### Reichstag zu Augsburg
- 5. Februar: Der Bruder des Kaisers, König Ferdinand I., eröffnet den Reichstag zu Augsburg zur Neuordnung der politisch-kirchlichen Verhältnisse im Reich.
- 24. September: Um das Reservatum ecclesiasticum und damit das Zustandekommen eines Friedens zu gewährleisten, gibt Ferdinand I. gegenüber den Kurfürsten von Kursachsen und Kurmainz die Declaratio Ferdinandea ab. Darin garantiert er den landsässigen protestantischen Rittern und Städten die Beibehaltung ihres evangelischen Bekenntnisses, auch wenn sie sich in einem geistlichen katholischen Territorium befinden. Das bildet eine wichtige Ausnahme vom Prinzip cuius regio, eius religio. Diese Deklaration wird bis 1575 geheim gehalten.
- 25. September: Der Augsburger Reichs- und Religionsfriede bringt das Ende der Glaubenskriege der Reformationszeit.

#### Weitere Ereignisse im Reich
- 17. April: Nach 15-monatiger Belagerung durch florentinisch-kaiserliche Truppen gibt die Stadt Siena wegen Nahrungsmittelknappheit auf. Cosimo I. de’ Medici aus Florenz hat damit faktisch der konkurrierenden Republik Siena das Ende bereitet. Stadt und Territorium werden letztlich in sein Großherzogtum Toskana eingegliedert.
- 25. Oktober: Kaiser Karl V. teilt in Brüssel in einem feierlichen Staatsakt seine Entscheidung zur Abdankung mit. Sie wird im August des Folgejahres vollzogen.

#### Weitere Ereignisse in Europa
- 29. Mai: Nach dem Tod von Heinrich II. übernimmt seine Tochter Johanna III. seine Ansprüche als Königin von Navarra. De facto befindet sich der größte Teil des Landes seit 1512 unter der Herrschaft der Krone Aragon.

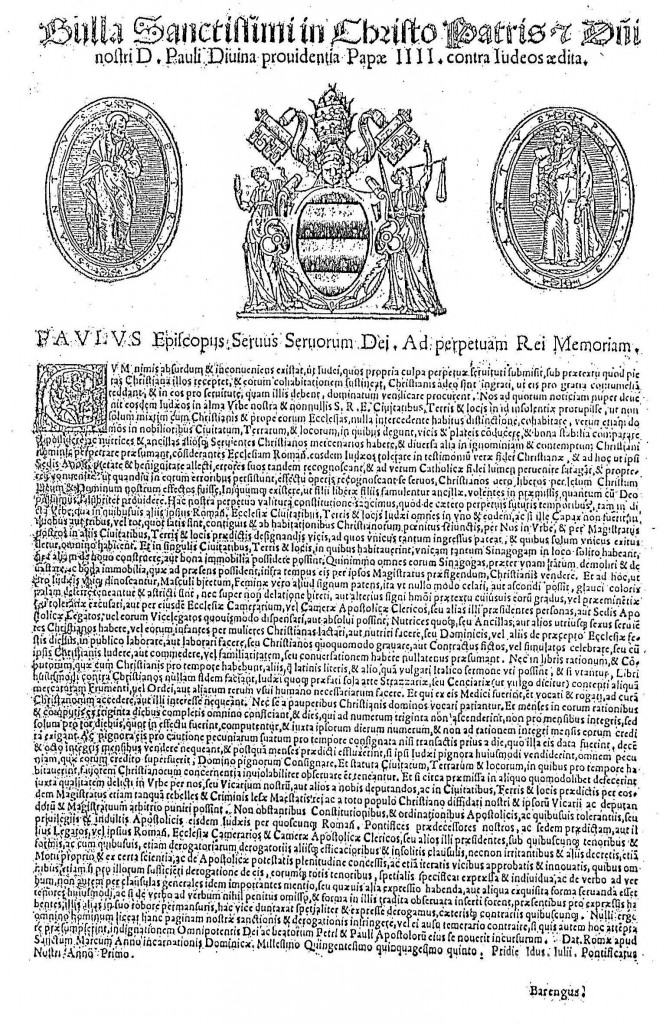
Druck der Bulle

- 14. Juli: Papst Paul IV. erlässt die päpstliche Bulle Cum nimis absurdum, ein Dokument des frühneuzeitlichen Antijudaismus, das sich „gegen den Ausdruck sozialer Überlegenheit von Juden über Christen“ wendet. In Rom wird als Folge ein Ghetto geschaffen. Viele jüdische Familien flüchten in der Folge aus dem Kirchenstaat.

#### Asien
- Der Friede von Amasya beendet den seit 1532 dauernden Osmanisch-Safawidischen Krieg. Der unterlegene persische Herrscher Tahmasp I. muss dem Osmanischen Reich unter Süleyman I. zahlreiche territoriale Zugeständnisse machen. Es folgt eine 20-jährige Friedensperiode zwischen Osmanen und Safawiden.

#### Südamerika
- 25. März: Der spanische Kapitän Alonso Díaz Moreno gründet im Vizekönigreich Neuspanien die Stadt Valencia

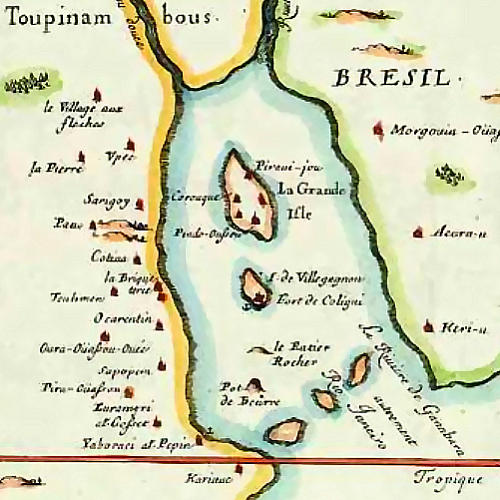
France Antarctique

- 1. November: Der französische Vizeadmiral Nicolas Durand de Villegagnon gründet mit 600 Soldaten und hugenottischen Siedlern die Kolonie France Antarctique zwischen Rio de Janeiro und Cabo Frio. Die Kolonie wird 1567 von den Portugiesen zerschlagen.
- Der spanische Konquistador Francisco Fajardo landet bei Chuspa im heutigen Venezuela, um das Gebiet der Caracas zu erobern.

### Wirtschaft
- Zar Iwan IV. von Russland gewährt der nach der Rückkehr von Richard Chancellor in London durch Maria I. von England neugegründeten Muscovy Company weitgehende Handelsprivilegien in seinem Reich (Landungsrechte an der russischen Nordküste, Zoll- und Abgabenfreiheit, Stapelrechte in Cholmogory und Vologda).

### Religion

#### Drei-Päpste-Jahr
- Nach dem Tod von Julius III. am 23. März kommt es zu einem Drei-Päpste-Jahr:
  - 9. April: Im ersten Konklave 1555 wird Marcello Cervini als Marcellus II. zum Papst gewählt. Dieser stirbt jedoch bereits am 1. Mai.
  - 23. Mai: Im zweiten Konklave 1555 wird Gian Pietro Carafa als Paul IV. zum Papst gewählt.

#### Ketzerverbrennungen in England
- 4. Februar: Der protestantische Theologe John Rogers stirbt als verurteilter Ketzer auf der Londoner Richtstätte Smithfield den Feuertod.
- 9. Februar: John Hooper, der reformierte Bischof von Gloucester, fällt der Rekatholisierung unter Maria Tudor zum Opfer und stirbt den Feuertod.

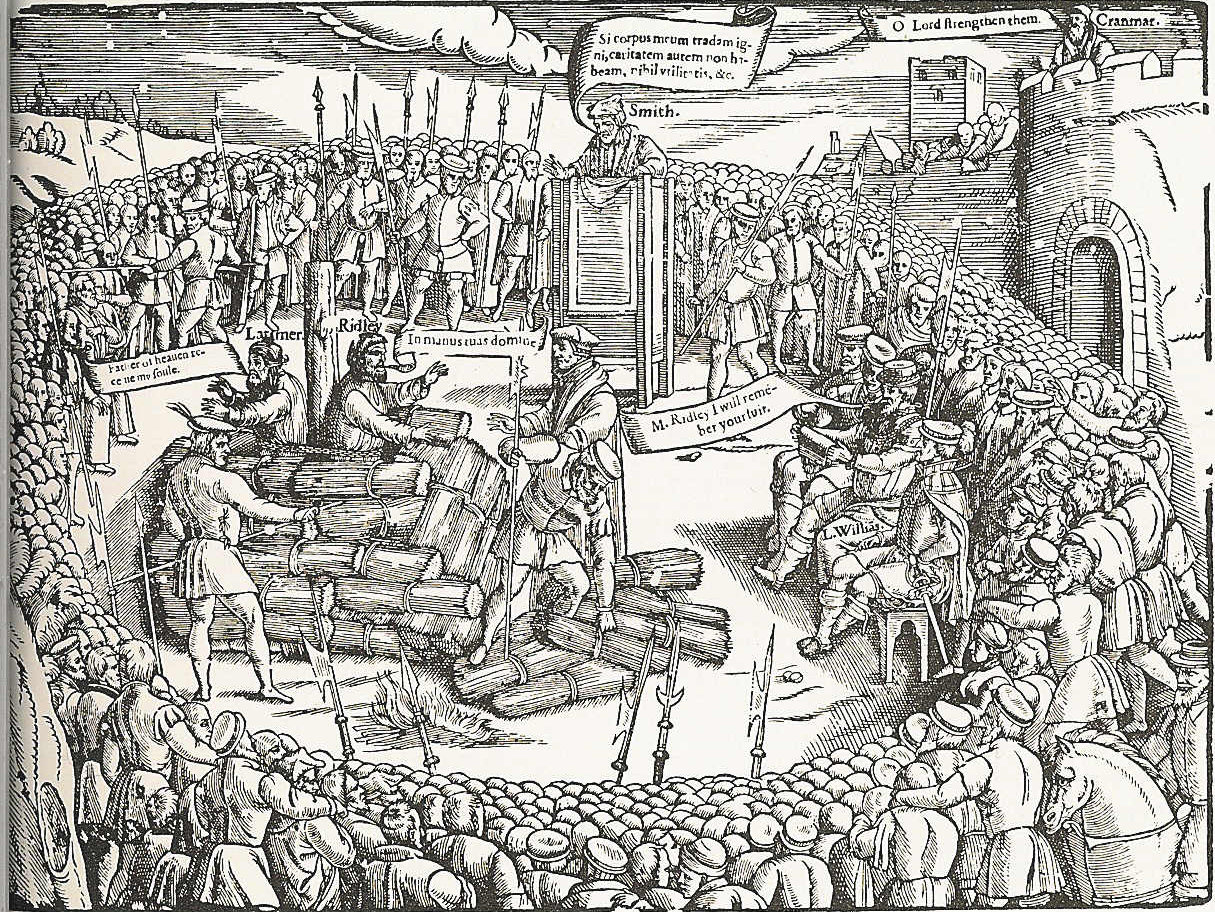
Hinrichtung von Latimer und Ridley; Foxe's Book of Martyrs

- 16. Oktober: Die anglikanischen Bischöfe Hugh Latimer und Nicholas Ridley werden als Ketzer auf dem Scheiterhaufen verbrannt.

#### Reformation
- In Paris entsteht die erste geordnete protestantische Gemeinde.

### Kultur

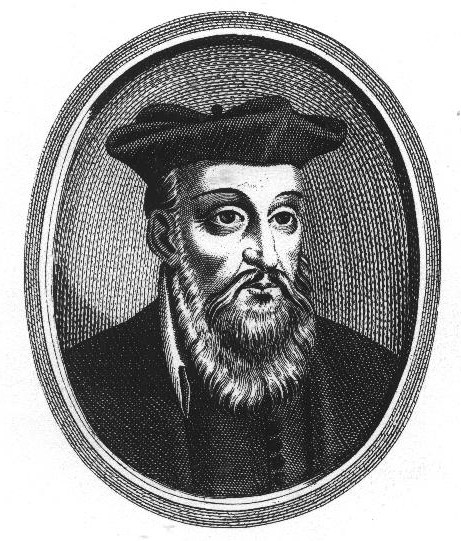
Michel Nostradamus

- Nostradamus veröffentlicht seine Centurien (Les Propheties).
- Das Meshari (Messbuch) von Gjon Buzuku wird als erstes Buch in albanischer Sprache gedruckt.

Das Rollwagenbüchlin, Titelblatt

- Das Rollwagenbüchlin, eine Schwanksammlung von Jörg Wickram, erscheint in der Druckerei Knobloch in Straßburg. Die erste Ausgabe enthält 67 Schwänke, denen im Lauf der Jahre noch weitere hinzugefügt werden.

### Sport
- Antonio Scaino beschreibt in seinem Werk Trattato del glace della palla erstmals Regeln für das Ballonspiel, einen Vorläufer des Faustballspiels.

## Historische Karten und Ansichten

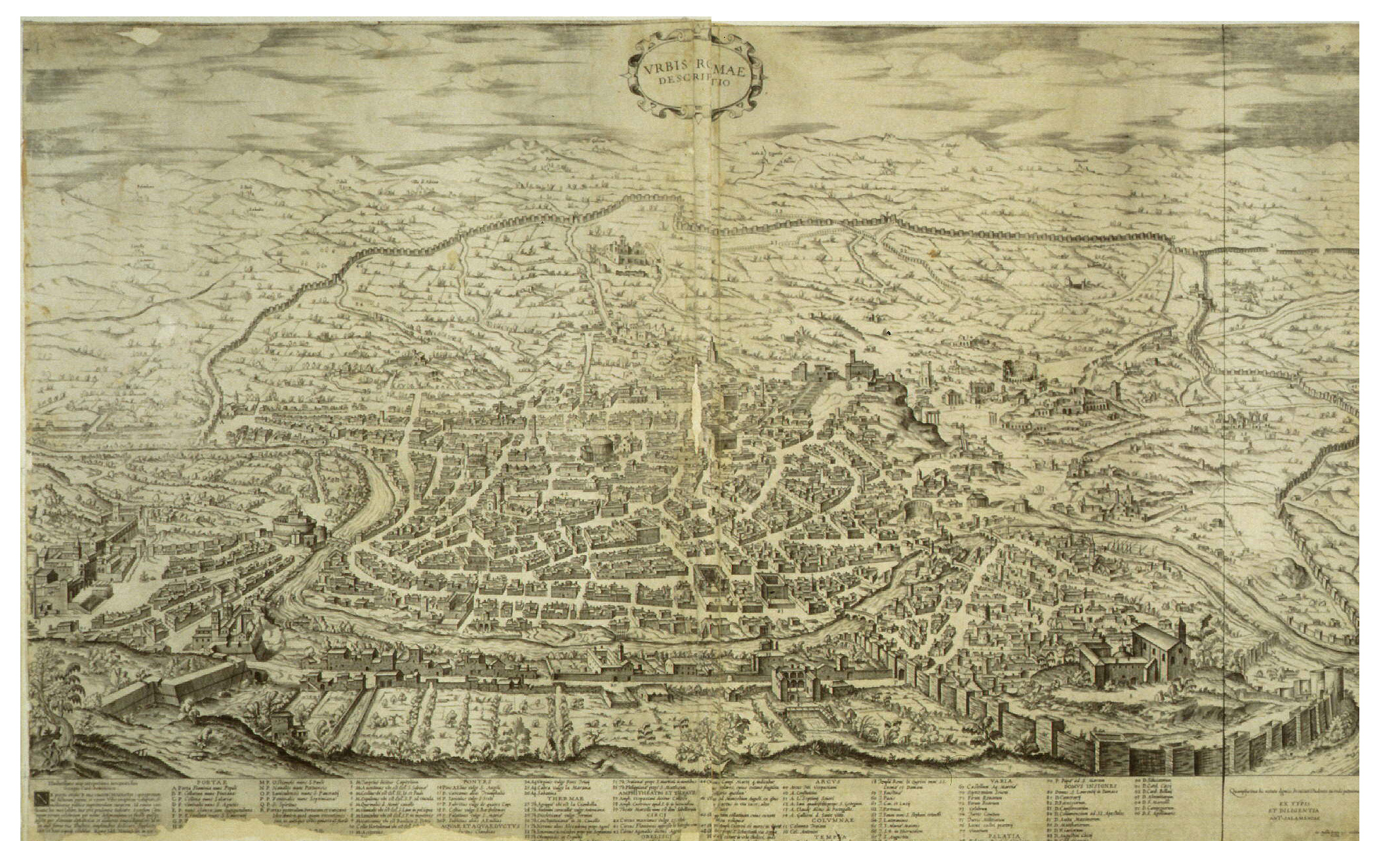
Rom 1555

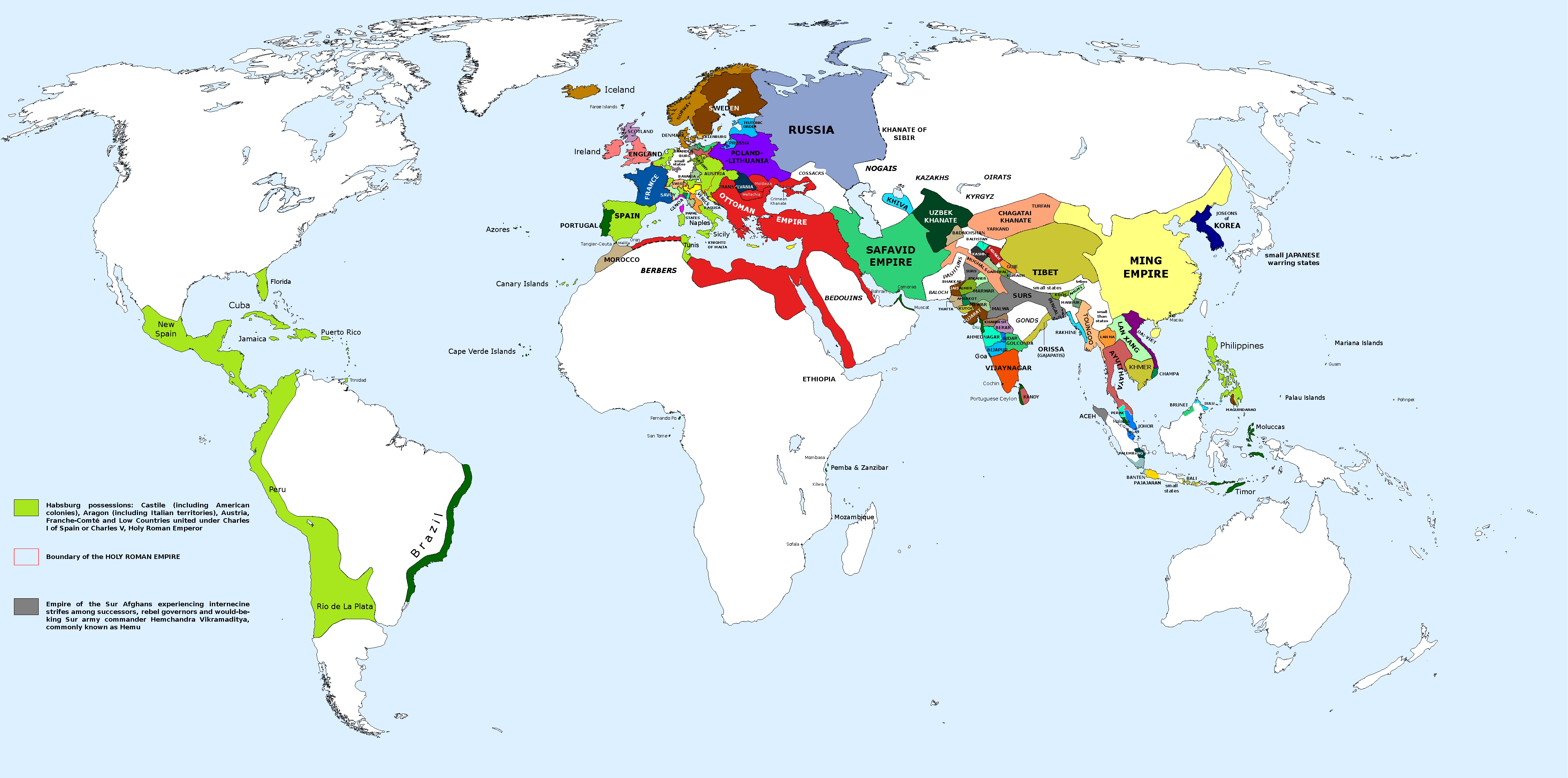
Globale territoriale Situation im Jahre 1555/1556

## Geboren

### Erstes Halbjahr
- 06. Januar: Melchior von Redern, kaiserlicher Heerführer in den Türkenkriegen († 1600)
- 26. Januar: Charles II., Herr von Monaco († 1589)
- 25. Februar (getauft): Alonso Lobo, spanischer sakraler Komponist († 1617)
- 18. März: François-Hercule de Valois, Herzog von Alençon, jüngster Sohn des französischen Königs Heinrich II. († 1584)
- 21. April: Lodovico Carracci, italienischer Maler († 1619)
- 28. April: Karl Friedrich von Jülich-Kleve-Berg, Erbprinz der Herzogtümer Jülich, Kleve und Berg († 1575)
- 13. Mai: Johann Philipp von Gebsattel, Fürstbischof von Bamberg († 1609)
- 29. Mai: George Carew, 1. Earl of Totnes, englischer Militär und Politiker († 1629)
- 05. Juni: Statius von Münchhausen, deutscher Adliger, Unternehmer und Bauherr († 1633)
- 11. Juni: Ludovico Zacconi, italienischer Musiktheoretiker († 1627)
- 15. Juni: Modesta Pozzo, venezianische Schriftstellerin und Dichterin († 1592)

### Zweites Halbjahr
- 06. Juli: Louis II. de Lorraine-Guise, Erzbischof von Reims († 1588)
- 16. Juli: Lancelot Andrewes, englischer Gelehrter, Theologe und Prediger († 1626)
- 17. Juli: Richard Carew, englischer Politiker und Schriftsteller († 1620)
- 01. August: Edward Kelley, englischer Alchemist und Spiritist († wahrscheinlich 1597)
- 01. September: Wolfgang von Hofkirchen, österreichischer protestantischer Ständepolitiker († 1611)
- 06. September: Johann von Bodeck, erster Guldenmillionär von Frankfurt am Main († 1631)
- 08. September: Elias Reusner, deutscher Historiker († 1612)
- 28. September: Henri de La Tour d’Auvergne, Herzog von Bouillon, französischer Heerführer, Diplomat und Politiker († 1623)
- 10. Oktober: Francesco Vendramin, Patriarch von Venedig († 1619)
- 12. Oktober: Peregrinus Bertie, englischer Adliger, Diplomat und General († 1601)
- 18. Oktober: Melchior Eckhart, deutscher evangelischer Theologe († 1616)
- 07. November: Andreas Cludius, deutscher Rechtswissenschaftler († 1624)
- 16. Dezember: Hermann Vultejus, deutscher Jurist († 1634)
- 27. Dezember: Johann Arndt, deutscher nachreformatorischer Theologe († 1621)

### Genaues Geburtsdatum unbekannt
- Markus Bäumler, Schweizer evangelischer Geistlicher und Hochschullehrer († 1611)
- Henry Garnet, englischer Jesuit († 1606)
- Jeanne du Monceau de Tignonville, französische Adelige, Mätresse König Heinrichs IV. († 1596)
- Antoine de Pluvinel, französischer Reitlehrer Ludwigs XIII. († 1620)
- Charles Stewart, 1. Earl of Lennox, schottischer Adeliger († 1576)

## Gestorben

### Erstes Halbjahr
- 09. Januar: Johann von Schönburg, Bischof von Gurk
- 08. Februar: Laurence Saunders, englischer Geistlicher und evangelischer Märtyrer (* 1519)
- 09. Februar: Christian Egenolff, deutscher Buchdrucker und Verleger (* 1502)
- 09. Februar: John Hooper, englischer reformierter Theologe und Reformator, Bischof von Gloucester und Worcester (* ca. 1495)
- 17. Februar: Giuliano Bugiardini, italienischer Maler (* 1476)
- 18. März: Sebastian von Heusenstamm, Erzbischof von Mainz, Reichserzkanzler (* 1508)

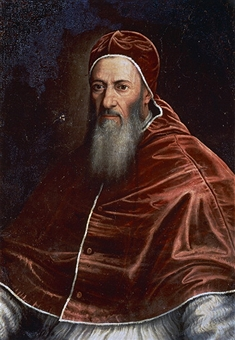
Papst Julius III.

- 23. März: Gian Maria del Monte oder Giovan Maria Giocci, als Julius III. Papst (* 1487)
- 23. März: Martin Lipsius, Burgunder Augustinermönch, Humanist und Prior eines Nonnenklosters (* 1492)
- 05. April: Philipp Renner, Bischof von Lavant und Administrator des Bistums Seckau
- 06. April: Giovanni Angelo Arcimboldi, Ablasskommissar für Norddeutschland und Skandinavien, Erzbischof von Mailand  (* 1485)
- 12. April: Johanna von Kastilien, Tochter der Katholischen Könige Spaniens (* 1479)
- 17. April: Nicolaus II. von Carlowitz, Bischof von Meißen
- 18. April: Polydor Vergil, italienischer Humanist (* um 1470)
- 21. April: Endres Dürer, deutscher Gold- und Silberschmied (* 1484)
- 01. Mai: Marcello Cervini, Papst unter dem Namen Marcellus II. (* 1501)
- 21. Mai: Georg III., Landgraf von Leuchtenberg (* 1502)
- 29. Mai: Heinrich II., Titularkönig von Navarra (* 1503)
- 10. Juni: Elisabeth von Dänemark, Norwegen und Schweden, Kurfürstin von Brandenburg (* 1485)
- 16. Juni: Johann Horneburg, letzter katholischer Bischof von Lebus
- 23. Juni: Pedro Mascarenhas, portugiesischer Seefahrer, Entdecker und Diplomat (* um 1484)

### Zweites Halbjahr
- 29. September: Kara Ahmed Pascha, Großwesir des Osmanischen Reiches
- 09. Oktober: Justus Jonas der Ältere, deutscher Reformator (* 1493)
- 16. Oktober: Hugh Latimer, englischer Theologe und Reformator (* um 1485)
- 16. Oktober: Nicholas Ridley, Bischof der anglikanischen Kirche (* um 1500)
- 04. November: Agnes von Hessen, Kurfürstin von Sachsen (* 1527)
- 08. November: Gian Giacomo Medici, italienischer Condottiere (* um 1495)
- 12. November: Stephan Gardiner, englischer Theologe, Staatsmann, Humanisten und Gräzist (* um 1497)
- 21. November: Georgius Agricola, deutscher Wissenschaftler, wird auch als „Vater der Mineralogie“ bezeichnet (* 1494)
- 27. November: Ludwig von Portugal, Herzog von Beja (* 1506)
- 05. Dezember: Wolfgang von Salm, Bischof von Passau (* um 1514)
- 08. Dezember: Valentin Tschudi, Schweizer Reformator (* 1499)
- 25. Dezember: Pietro Francesco Contarini, Patriarch von Venedig (* 1502)

### Genaues Todesdatum unbekannt
- Spätsommer: John Erskine, 5. Lord Erskine, schottischer Adeliger
- Jan Mostaert, niederländischer Maler (* um 1475)
- Cristóvão Jaques, portugiesischer Seefahrer und Entdecker (* 1480)
- Ingerd Ottesdotter, norwegische Großgrundbesitzerin und Lehnsherrin